# Мастика (напій)

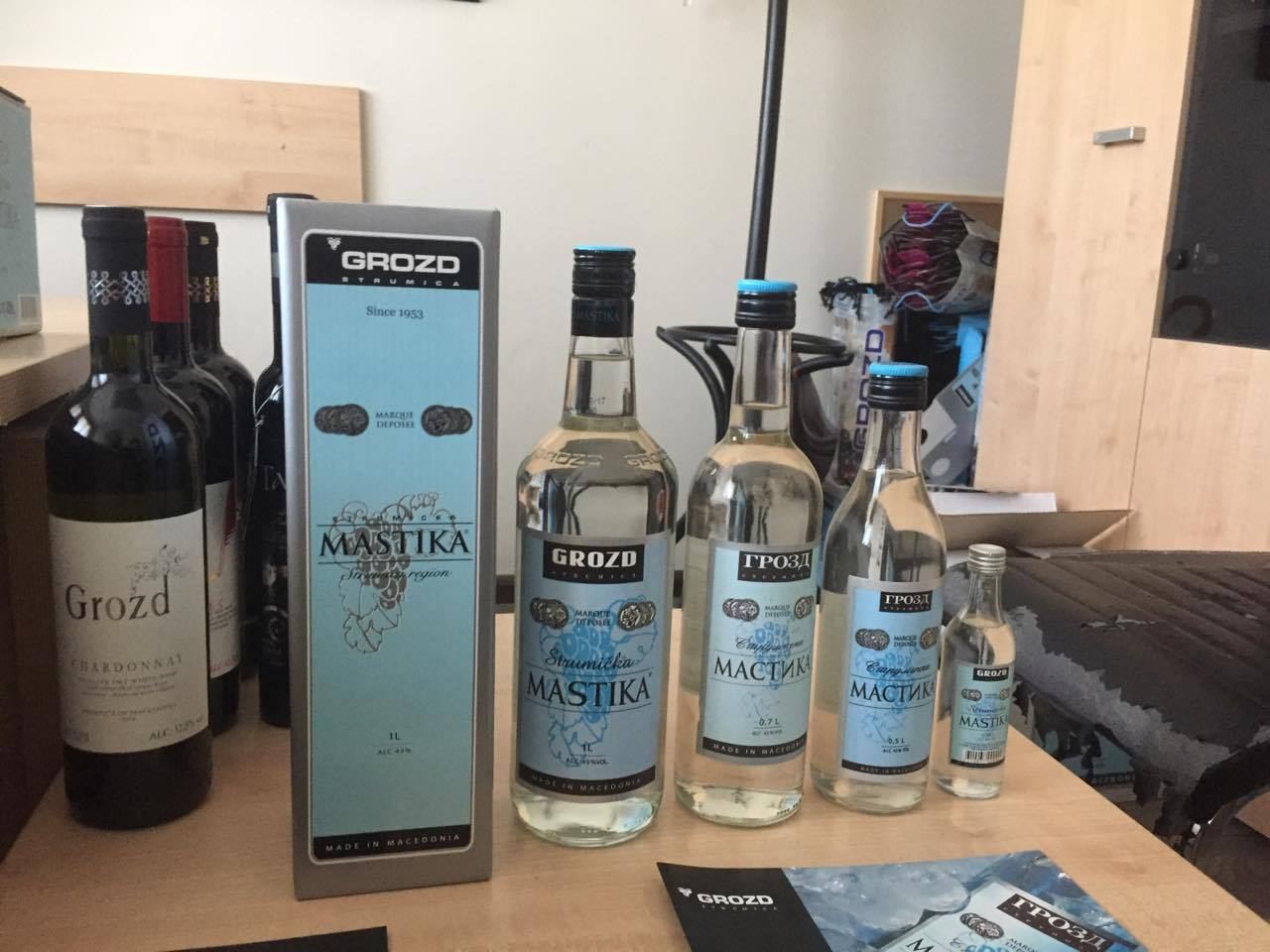
Македонська мастика виробництва "Грозд" м.Струмиця.

Мастика&nbsp(грец. Μαστίχα — жувати, скреготати зубами);— міцний алкогольний напій на основі анісової витяжки. Широко поширений в Болгарії. Вміст спирту по болгарському державному стандарту — мінімум 47 %. 
Алкогольний напій «Мастика» виробляється шляхом ароматизації натурального етанолу анетола (отриманим шляхом ректифікації ефірних олій з бадьяна (Illicium verum), анісу (Pimpinella anissum), фенхелю (Foeniculum vulgare) або іншої рослини, що містить такі ж ароматні компоненти) в кількості не менше ніж 2,5 г/л, цукром у кількості не менше ніж 40 г/л, з додаванням або без додавання мастики і/або ароматної витяжки, і має специфічні органолептичні характеристики.
Напій широко поширений на Балканах, зокрема в Греції, Болгарії, Македонії, всюди має свої місцеві особливості.
У Греції міцний анісовий напій іменується узо, а мастикою називають пряний алкогольний напій, до складу якого входять близько 20 інших спецій, причому кожна спіртоварня тримає їх у таємниці. Крім мастичної смоли, це гвоздика, кориця, кардамон, чорний перець і інші східні прянощі. Вживається як дигестив.

## Греція
У Греції мастиха (грец. Μαστίχα — жувати, скреготати зубами) — лікер із додаванням мастики — смоли мастикового дерева (невеликого вічнозеленого дерева, що росте у Середземноморському регіоні). Мастика походить з острову Хіос та захищена за походженням (Protected Designation of Origin) у Європейському Союзі.
В Греції існує два різні напої, що відомі під назвою мастика. Більш відомий Мастика Хіу (грец. Μαστίχα Χίου, від назви острову Хіос) — це лікер міцністю 30% на основі бренді, що з'явився на острові Хіос, батьківщині мастики. Нерідко подається до десертів з мигдалю та як дигестив для частування гостей на весіллях. Має солодкий запах та присмак.
Другий — міцний алкогольний анісовий напій «Мастика узо». Він подається холодним чи кімнатної температури, зазвичай із льодом. Змінює колір з прозорого на мутно-білий, коли змішується з водою чи льодом, та перетворюється на маленькі кришталики, коли заморожується. Сервірується із різноманітними мезе - закусками, такими як оливки, сир, салати, кальмари тощо.

## Болгарія
В Болгарії мастика — міцний анісовий напій. Подається сильно охолодженим. Найкращою закускою до мастики болгари вважають кавун. Часто змішується з м'ятним лікером у коктейль. Вміст спирту відповідно до болгарського державного стандарту — мінімум 47%. Мастика виготовляється з натурального етанолу з додаванням анетолу, витягнутого шляхом ректифікації ефірних олій з бодяну (Illicium Verum), анісу (Pimpinella anissum), фенхелю (Foeniculum vulgare) або інших рослин, що містять той самий компонент аромату з концентрацією принаймні 2,5 г/літр. Вміст цукру, щонайменше, 40 грамів на літр, з додаванням або без додавання мастики та/або ароматної витяжки і має специфічні органолептичні характеристики.
Болгарія вимагає визнати за нею право на торговельну марку «Мастика», однак у Македонії також виробляють цей напій.

## Північна Македонія
В Північній Македонії мастика вважається національним напоєм і найчастіше вживається як аперитив, зазвичай подається із льодом та мезе. Містить 43–45% алкоголю та за смаком нагадує коньяк. Як правило, виготовляється з винограду, родзинок, слив, інжиру. В Македонії, мастика традиційно виготовляється в регіоні Струмиці; найвідоміший бренд Strumička mastika ("Струмицька мастика"), виготовляється компанією Grozd з 1953 року, містить 43% алкоголю та виготовляється у експортній якості.

## Інші
В Румунії mastícă  подається на весіллях та вважається гарним додатком до страв з курки.
Турецька раки та іранський арак дещо схожі на мастику.